# Brothera
Brothera là một chi rêu trong họ Dicranaceae.